# Mida poblacional efectiva
En genètica de poblacions, el concepte de mida poblacional efectiva Ne fou proposat pel genetista estatunidenc Sewall Wright, que escrigué dos documents de gran importància sobre aquest. El definí com «el nombre d'individus capaços d'aparellar-se d'una població idealitzada que presentarien la mateixa quantitat de dispersió de freqüències al·lèliques sota unes condicions aleatòries de deriva genètica o la mateixa quantitat de consanguinitat que la població estudiada.» És un paràmetre bàsic en molts models de la genètica de poblacions. La mida poblacional efectiva sol ser més petita que la mida poblacional absoluta (N).
Com a cas extrem, una població amb una gran quantitat d'individus on tots fossin del mateix sexe tindria una mida poblacional absoluta molt gran però, en canvi, una mida poblacional efectiva nul·la. Aquest paràmetre vist d'una manera generalista, doncs, pren més rellevància en poblacions amb biaixos pel que fa al nombre d'individus d'un determinat sexe, o bé en poblacions amb nivells alts d'infertilitat o altres dificultats en l'aparellament, i pot ser útil per calcular-ne el seu grau de supervivència. Tot i això, en emprar Ne sobre característiques, o fins i tot sobre loci concrets, una mateixa població pot tenir una mida poblacional efectiva molt diferent per diferents propietats d'interès.